# Филологија
Филологија (грч. Φιλος (филос - „љубав“) и λογος (логос - „реч“) - „љубав према речи“) је наука која се бави проучавањем језика и књижевности на том одређеном језику као и историјски и културолошки контекст који су неопходни за правилно разумевање књижевних дела и других културолошки значајних текстова на датом језику. Филологија подразумева проучавање граматике, реторике, историје, као и интерпретацију аутора и традиција везаних за дати језик.
У старијој употреби, посебно британској, филологија је општија и обухвата упоредну и историјску лингвистику.
Класична филологија проучава класичне језике. Класична филологија је углавном настала из Пергамске библиотеке и Александријске библиотеке око четвртог века пре нове ере, коју су наставили Грци и Римљани широм Римског и Византијског царства. На крају су је обновили европски научници ренесансе, где су joj се убрзо придружиле филологије других европских (германски, келтски), евроазијских (славистика итд.), азијских (арапски, персијски, санскрит, кинески итд.) и афрички (египатски, нубијски итд.) језика. Индоевропске студије обухватају упоредну филологију свих индоевропских језика.

## Етимологија
Термин филологија потиче од грчког φιλολογία (philología), од изразаφίλος (phílos) „љубав, наклоност, вољен, драги, пријатељ“ и λόγος (lógos) „реч, артикулација, разум“, што описује љубав према учењу, књижевности, као и аргументацији и расуђивању, што одражава низ активности обухваћених појмом λόγος. Термин се мало променио са латинском philologia, а касније је ушао у енглески језик у 16. веку, из средњефранцуске речи philologie, у смислу 'љубави према књижевности'.
Значење „љубав према учењу и књижевности“ сужено је на „проучавање историјског развоја језика“ (историјска лингвистика) у употреби тог термина у 19. веку. Због брзог напретка у разумевању звучних закона и промене језика, „златно доба филологије“ трајало је током целог 19. века, односно „од Ђакома Леопардија и Фридриха Шлегела до Ничеа“.

## Огранци

### Упоредни
Упоредна лингвистичка грана филологије проучава односе међу језицима. Сличности између санскрита и европских језика су први пут примећене почетком 16. века и довеле су до спекулација о заједничком језику предака од кога су сви они потекли. Сада се зове прото-индоевропски. Интересовање филологије за древне језике довело је до проучавања онога што су у 18. веку били „егзотични“ језици, ради светла које су могли да баце на проблеме у разумевању и дешифровању порекла старијих текстова.

### Текстуални
Филологија такође обухвата проучавање текстова и њихове историје. То укључује елементе текстуалне критике, покушавајући да реконструише ауторов оригинални текст на основу варијантних копија рукописа. Ова грана истраживања настала је међу античким научницима на грчком говорном подручју у 4. веку пре нове ере, који су желели да успоставе стандардни текст популарних аутора у циљу звучне интерпретације и безбедног преноса. Од тог времена, оригинални принципи текстуалне критике су побољшани и примењени на друге широко распрострањене текстове као што је Библија. Научници су покушали да реконструишу оригинална читања Библије из варијанти рукописа. Овај метод је примењен на класичне студије и на средњовековне текстове као начин да се реконструише оригинално дело аутора. Метод је произвео такозвана „критичка издања“, која су давала реконструисани текст праћен „критичком апаратуром“, односно фуснотама у којима су наведене различите доступне варијанте рукописа, омогућавајући научницима да стекну увид у целокупну традицију рукописа и расправљају о варијантама.

## Неслагања
У англосаксонском свету, употреба термина „филологија“ за опис рада на језицима и књижевностима, који је постао синоним за праксу немачких научника, напуштена је као последица антинемачких осећања после Првог светског рата. Већина земаља континенталне Европе и даље има тај израз за означавање одељења, колеџа, назива позиција и часописа. Џ. Р. Р. Толкин се супротставио националистичкој реакцији против филолошких пракси, тврдећи да је „филолошки инстинкт“ „универзалан као и употреба језика“. У употреби британског енглеског, и у британској академији, филологија остаје у великој мери синоним за „историјску лингвистику“, док је у америчком енглеском и америчкој академији шире значење „проучавања граматике, историје и књижевне традиције језика“ и даље распрострањеније. На основу оштре критике Фридриха Ничеа, неки амерички научници од 1980-их сматрају филологију одговорном за уско научно проучавање језика и књижевности.
Данашња неслагања ове гране студија праћена су начином на који се метод третира међу другим научницима, као што су приметили и филолози Р. Д. Фалк и Леонард Најдорф који су цитирани да су рекли: „Посвећеност ове области филологије фалсификовању узрокује да је она „у супротности са оним што верују многи књижевници, јер је сврха филологије да сузи опсег могућих тумачења, а не да сва разумна третира као једнака“. Ова употреба фалсификовања може се видети у расправи око етимологије староенглеског лика Унферта из херојске епске песме Беовулф.
Џејмс Тарнер се даље не слаже са начином на који се употреба термина одбацује у академском свету, наводећи да је због његовог брендирања као „једноставног приступа њиховом предмету“ тај термин постао непознат студентима са факултетским образовањем, што је унапредило стереотипе о „прегледу старогрчких или римских текстова дражесног класициста“ и само о „техничком истраживању језика и породица“.